# Buddy Bolden

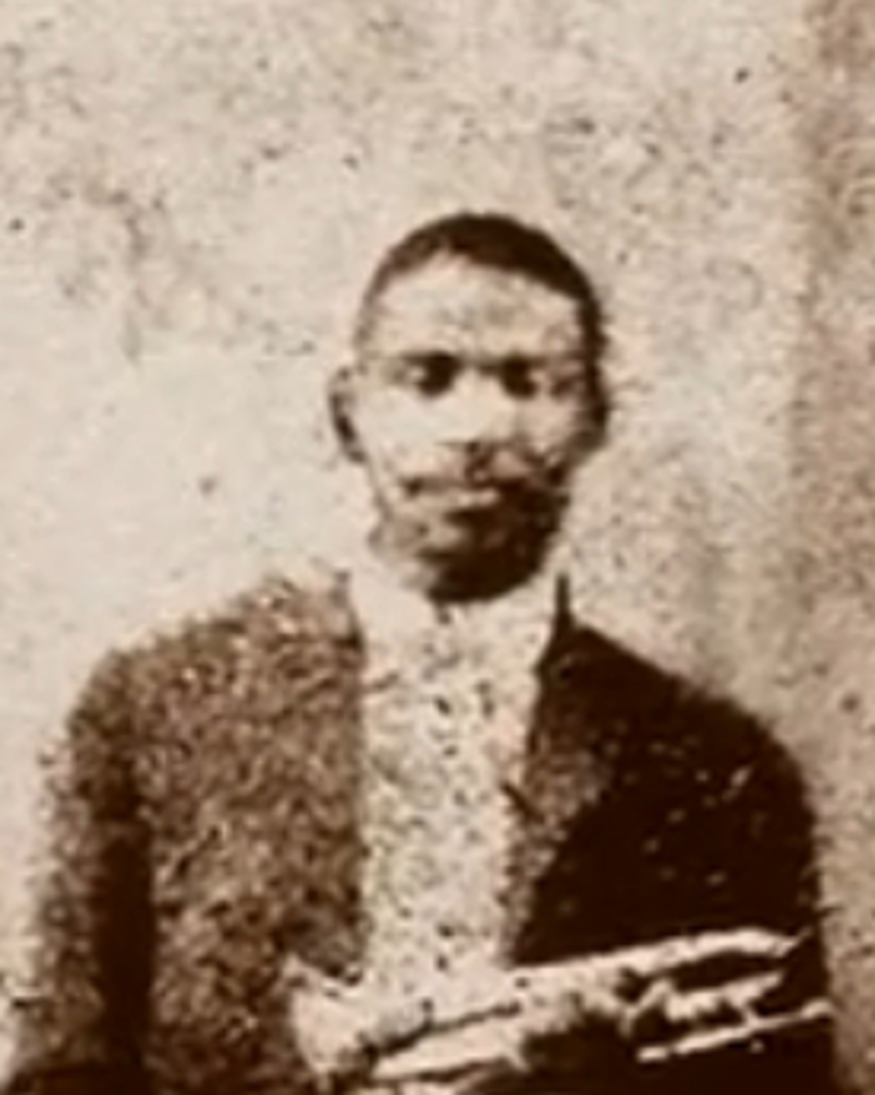
Buddy Bolden, ca. 1905

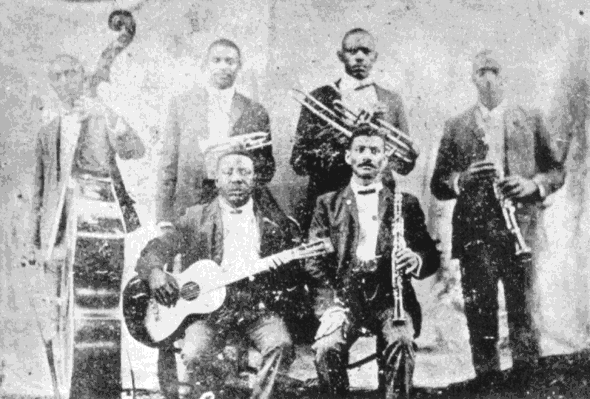
Buddy Boldens Jazzband (von links nach rechts): Jimmy Johnson, Buddy Bolden, Willie Cornish, William Warner; sitzend: Jefferson Mumford und Frank Lewis

Charles Joseph „Buddy“ Bolden (* 6. September 1877 in New Orleans, Louisiana; † 4. November 1931 in Jackson, Louisiana) war ein US-amerikanischer Kornettist in New Orleans um 1900.

## Leben und Wirken
Bolden soll der legendäre allererste Bandleader des Jazz gewesen sein. Hauptberuflich war er der Schilderung von Danny Barker nach (der Musiker kannte, die mit Bolden spielten, wie Bunk Johnson) Barbier und Besitzer eines Barbierladens, auch wenn er abends und an Wochenenden mit seiner Band spielte. Nach Donald M. Marquis ist das unwahrscheinlich, er arbeitete aber als Pflasterer. Seine Jazzband wurde wahrscheinlich 1895 gegründet und begleitete in New Orleans Paraden und Tanzveranstaltungen. Von 1900 bis 1906 war er der populärste Musiker der Stadt. Zeitgenossen schildern ihn als jemand, der einen sehr klaren und lauten Sound spielte. Schallplattenaufnahmen machte Bolden nicht, so dass keine Beispiele seiner Musik überliefert sind. 1907 wurde Bolden in eine psychiatrische Klinik aufgenommen, in der er bis zu seinem Tode lebte (damalige Diagnose Dementia praecox, alkoholbedingte Psychose). Die Leitung seiner Jazzband übernahm der Posaunist Frankie Dusen, der schon länger die Band leitete und den zunehmend vergesslichen Bolden schließlich entließ. Die Nachfolgeband wurde dann die Eagle Band, benannt nach dem Eagle Saloon an der Ecke Perdido und Rampart Street, wo die Band von Bolden neben dem Lincoln Park meist spielte (heute unter Denkmalschutz).
Der Musiker und Jazzgeschichten-Erzähler Jelly Roll Morton widmete ihm das Lied „Buddy Bolden Blues“, der auf Boldens Komposition „Funky Butt“ zurückgeht. Er ist Protagonist des Romans „Buddy Boldens Blues“ (Coming Through Slaughter, 1976) von Michael Ondaatje. Um Buddy Bolden und eine (fiktive) Tonwalze, die er 1904 aufnimmt, kreist auch der Roman „Tiger Rag“ von Nicholas Christopher (The Dial Press 2013).
Bolden wurde in einem unbekannten Grab auf dem Holt Cemetery in New Orleans beigesetzt, wo 1998 für ihn ein Denkmal errichtet wurde. Der Verlag buddy’s knife jazzedition hat sich nach ihm benannt. Der wichtige norwegische Jazzpreis Buddyprisen erinnert an ihn.